# エンガディン (水上機母艦)
|          |                                              |
| 艦歴     |                                              |
| 発注     |                                              |
| 起工     | 1910年                                       |
| 進水     | 1911年9月23日 （商用海峡横断フェリーとして） |
| 竣工     | 1912年                                       |
| 就役     | 1914年8月13日                                |
| 退役     | 1919年11月                                   |
| その後   | 1941年に触雷、沈没                           |
| 除籍     | 1919年                                       |
| 性能諸元 |                                              |
| 排水量   | 1,676トン                                    |
| 全長     | 316 ft (96 m)                                |
| 全幅     | 41 ft                                        |
| 吃水     | 16 ft (4.9 m)                                |
| 機関     | 蒸気タービン、6,000 shp(4MW)、 3軸推進       |
| 最大速   | 21ノット (39 km/h)                           |
| 乗員     | 250名                                        |
| 兵装     | 12ポンド砲4門、 3ポンド砲2門、 2ポンド砲1門  |
| 搭載機   | ショート 184水上機4機                        |

エンガディン (HMS Engadine) は、第一次世界大戦時のイギリスの水上機母艦。

## 艦歴
「エンガディン」は、ウィリアム・デニー・アンド・ブラザーズ社でフォークストン・ブローニュ＝シュル＝メール間のフェリーとして建造された。1911年9月23日に進水し、スイスのエンガディンにちなんで命名され、1912年に竣工した。
1914年に姉妹船「リヴィエラ」と共にイギリス海軍に買い取られ、ショート 184 水上機4機の運用能力を付与された。
「エンガディン」の搭載機は1914年12月25日のクックスハーフェン襲撃に参加した。1916年のユトランド沖海戦の際には、「エンガディン」の水上機の1機がドイツ帝国艦隊の偵察を行った。これは空気より重い航空機により行われた史上初めての敵艦隊の偵察であった。戦闘の後、「エンガディン」は大破した装甲巡洋艦「ウォーリア」の乗員を救助し、その後「ウォーリア」を曳航した。戦争後半は地中海で活動した。
1919年12月に元の所有者サウス・イースタン・アンド・チャタム・レイルウェイ社に買い戻された。1933年にフィリピン・フェルン・ハーマノス社の「コレヒドール (Corregidor)」となり、マニラ・セブ島間で運行された。
1941年12月17日、避難者を乗せセブ島へ向かおうとしたコレヒドールはマニラ湾中央で日本の潜水艦「伊124」が敷設した機雷に触れ沈没した。乗船者はアメリカの機雷に触れたと思ったという。現場に駆けつけた魚雷艇「PT-34」、「PT-32」、「PT-35」が1200人の乗客のうちおよそ280人を救助した。